# Бджолоїдка рожевогруда
Бджолоїдка рожевогруда (Merops malimbicus) — вид сиворакшоподібних птахів родини бджолоїдкових (Meropidae).

## Поширення
Вид поширений в Західній та Центральній Африці. Природним середовищем існування є субтропічні та тропічні низовинні тропічні ліси, савани, луки та пасовища.

## Опис
Дрібний птах, завдовжки 22-25 см. Вага 45 г. Верхня частина тіла темно-сірого кольору. Від основи дзьоба через око проходить чорна смуга, під нею йде біла лінія. Горло, груди та черево яскраво-рожевого кольору. Підхвістя сіре. Дзьоб довгий, зігнутий, чорного кольору.

## Спосіб життя
Раціон складається з летючих комах, переважно перетинчастокрилих (в основному з літаючих мурах), а також жуків, бабок, прямокрилих та метеликів. Гніздяться в численних колоніях зі щільністю два гнізда на м². Кожна пара будує гніздо, викопуючи в піщаних урвищах довгі тунелі, завдовжки до 2 м. Самиця відкладає 5-6 білих яєць.